# Commissione Igiene e sanità del Senato della Repubblica
La Commissione permanente 12ª Igiene e sanità è stata un organo del Senato della Repubblica italiana. A partire dalla XIX legislatura è stata accorpata alla commissione 11ª Lavoro pubblico e privato, previdenza sociale per costituire la nuova commissione 10ª Affari sociali, sanità, lavoro pubblico e privato, previdenza sociale.

## Composizione
La Commissione era composta da circa 25 senatori (di cui due segretari, due vicepresidenti e un presidente) scelti in modo omogeneo tra i componenti del Senato della Repubblica, in modo da rispecchiarne le forze politiche presenti. Essi erano scelti dai gruppi parlamentari (e non dal Presidente, come invece accadeva per l'organismo della Giunta parlamentare): per la nomina dei membri ciascun Gruppo, entro cinque giorni dalla propria costituzione, procedeva, dandone comunicazione alla Presidenza del Senato, alla designazione dei propri rappresentanti nelle singole Commissioni permanenti.
Ogni senatore chiamato a far parte del governo o eletto presidente della Commissione era, per la durata della carica, sostituito dal suo gruppo nella Commissione con un altro senatore, che continuava ad appartenere anche alla Commissione di provenienza. Tranne in rari casi nessun Senatore poteva essere assegnato a più di una Commissione permanente. Le Commissioni permanenti sono rinnovate dopo il primo biennio della legislatura ed i loro componenti potevano essere confermati, ma i gruppi parlamentari potevano cambiare i propri membri autonomamente in qualsiasi momento, sostituendoli, aggiungendoli o rimuovendoli, modificando di conseguenza anche il numero totale dei componenti della Commissione.

## Presidenti
| N°                  | Presidente     | Presidente     | Presidente                                 | Gruppo parlamentare                                                    | Mandato         | Mandato           | Legislatura    |
| N°                  | Presidente     | Presidente     | Presidente                                 | Gruppo parlamentare                                                    | Inizio          | Fine              | Legislatura    |
| ------------------- | -------------- | -------------- | ------------------------------------------ | ---------------------------------------------------------------------- | --------------- | ----------------- | -------------- |
| 11ª Igiene e sanità |                |                |                                            |                                                                        |                 |                   |                |
| 1                   |                |                | Raffaele Caporali (1868–1957)              | Democratico Cristiano                                                  | 17 giugno 1948  | 24 giugno 1953    | I (1948)       |
| 2                   |                |                | Luigi Benedetti (1898–1962)                | Democratico Cristiano                                                  | 28 luglio 1953  | 11 giugno 1958    | II (1953)      |
| 2                   | 10 luglio 1958 | 27 maggio 1962 | Luigi Benedetti (1898–1962)                | Democratico Cristiano                                                  | III (1958)      |                   |                |
| 3                   |                |                | Angelo Lorenzi (1892–1986)                 | Democratico Cristiano                                                  | III (1958)      | 20 giugno 1962    | 15 maggio 1963 |
| 4                   |                |                | Giuseppe Alberti (1902–1974)               | Partito Socialista Italiano (1963-1966) PSI-PSDI unificati (1966-1968) | 5 luglio 1963   | 4 giugno 1968     | IV (1963)      |
| 5                   |                |                | Martino Caroli (1897–1978)                 | Democratico Cristiano                                                  | 18 luglio 1968  | 30 settembre 1971 | V (1968)       |
| 12ª Igiene e sanità |                |                |                                            |                                                                        |                 |                   |                |
| -                   |                |                | Martino Caroli (1897–1978)                 | Democratico Cristiano                                                  | 1º ottobre 1971 | 24 maggio 1972    | V (1968)       |
| 6                   |                |                | Augusto Premoli (1911–2004)                | Partito Liberale Italiano                                              | 11 luglio 1972  | 10 luglio 1974    | VI (1972)      |
| 7                   |                |                | Giacinto Minnocci (1916–2011)              | Partito Socialista Italiano                                            | 11 luglio 1974  | 4 luglio 1976     | VI (1972)      |
| 8                   |                |                | Adriano Ossicini (1920–2019)               | Sinistra Indipendente                                                  | 27 luglio 1976  | 19 giugno 1979    | VII (1976)     |
| 9                   |                |                | Biagio Pinto (1910–2002)                   | Repubblicano                                                           | 11 luglio 1979  | 23 giugno 1980    | VIII (1979)    |
| 10                  |                |                | Domenico Pittella (1932–2018)              | Partito Socialista Italiano                                            | 2 luglio 1980   | 11 luglio 1983    | VIII (1979)    |
| 11                  |                |                | Adriano Bompiani (1923–2013)               | Democratico Cristiano                                                  | 11 agosto 1983  | 1º luglio 1987    | IX (1983)      |
| 12                  |                |                | Sisinio Zito (1936–2016)                   | Partito Socialista Italiano                                            | 5 agosto 1987   | 11 dicembre 1991  | X (1987)       |
| 13                  |                |                | Elena Marinucci Mariani (1928–)            | Partito Socialista Italiano                                            | 17 giugno 1992  | 14 aprile 1994    | XI (1992)      |
| 13                  |                |                | Maria Elisabetta Alberti Casellati (1946–) | Forza Italia                                                           | 1º giugno 1994  | 8 maggio 1996     | XII (1994)     |
| 14                  |                |                | Francesco Carella (1951–)                  | Verdi - l'Ulivo                                                        | 5 giugno 1996   | 29 maggio 2001    | XIII (1996)    |
| 15                  |                |                | Antonio Tomassini (1943–)                  | Forza Italia                                                           | 26 giugno 2001  | 27 aprile 2006    | XIV (2001)     |
| 16                  |                |                | Ignazio Marino (1955–)                     | Partito Democratico-L'Ulivo                                            | 6 giugno 2006   | 28 aprile 2008    | XV (2006)      |
| -                   |                |                | Antonio Tomassini (1943–)                  | Il Popolo della Libertà                                                | 22 maggio 2008  | 14 marzo 2013     | XVI (2008)     |
| 17                  |                |                | Emilia Grazia De Biasi (1958–2021)         | Partito Democratico                                                    | 7 maggio 2013   | 22 marzo 2018     | XVII (2013)    |
| 18                  |                |                | Pierpaolo Sileri (1972–)                   | Movimento 5 Stelle                                                     | 21 giugno 2018  | 12 settembre 2019 | XVIII (2018)   |
| 19                  |                |                | Stefano Collina (1966–)                    | Partito Democratico                                                    | 5 febbraio 2020 | 29 luglio 2020    | XVIII (2018)   |
| 20                  |                |                | Annamaria Parente (1960–)                  | Italia Viva-P.S.I.                                                     | 29 luglio 2020  | 12 ottobre 2022   | XVIII (2018)   |

## Procedure
La Commissione veniva convocata per la prima volta dal presidente del Senato per procedere alla propria costituzione. L'Ufficio di Presidenza della Commissione, integrato dai rappresentanti dei gruppi, predisponeva il programma e il calendario dei lavori, che erano stabiliti in modo da assicurare l'esame in via prioritaria dei disegni di legge e degli altri argomenti compresi nel programma e nel calendario dell'Assemblea. Quando la discussione di un determinato argomento, anche non compreso nel programma, fosse stata richiesta da almeno un quinto dei componenti della Commissione, l'inserimento nell'ordine del giorno in tempi brevi era rimesso all'Ufficio di Presidenza della Commissione stessa. Al termine di ciascuna seduta, di norma, il presidente della Commissione annunciava la data, l'ora e l'ordine del giorno della seduta successiva e veniva di conseguenza stampato e pubblicato l'ordine del giorno.